# Wit-Rusland op de Olympische Winterspelen 2010

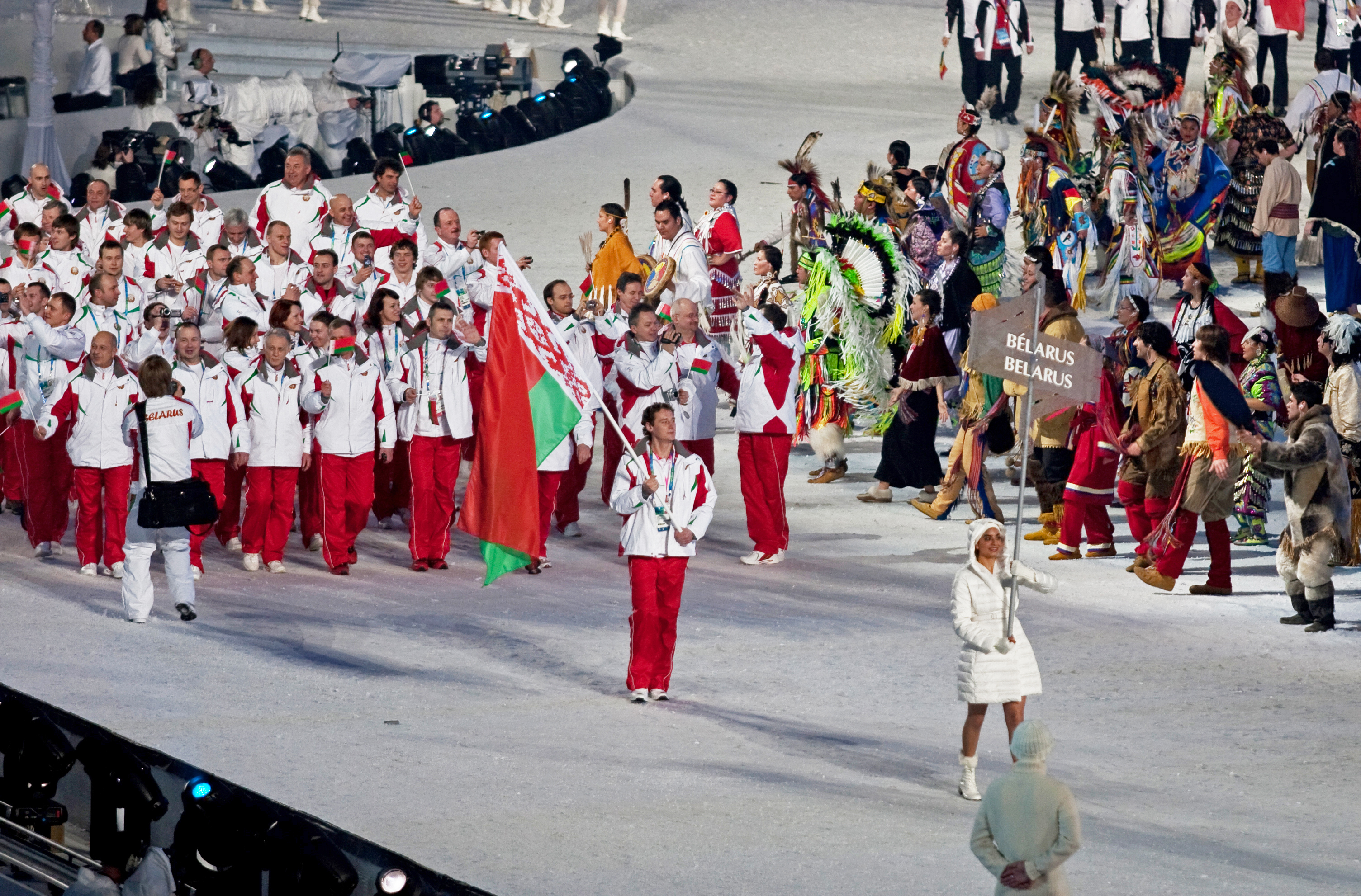
Het team van Wit-Rusland bij de opening

Tijdens de Olympische Winterspelen van 2010, die in Vancouver (Canada) werden gehouden, nam Wit-Rusland voor de vijfde keer deel aan de Winterspelen.

## Medailleoverzicht
| Sport          | Olympiër          | Discipline            | Medaille |
| -------------- | ----------------- | --------------------- | -------- |
| Freestyleskiën | Aleksej Grisjin   | aerials (m)           | Goud     |
| Biatlon        | Sergej Novikov    | 20 km individueel (m) | Zilver   |
| Biatlon        | Darja Domratsjeva | 15 km individueel (v) | Brons    |

## Deelnemers en resultaten

### Alpineskiën
| Olympiër          | Discipline       | Resultaat | Prestatie                          |
| ----------------- | ---------------- | --------- | ---------------------------------- |
| Maria Shkanova    | reuzenslalom (v) | 34e       | 2.40,38 (+13,27) — 1.22,18+1.18,20 |
| Maria Shkanova    | slalom (v)       | 38e       | 1.54,50 (+11,61) — 56,92+57,58     |
| Maria Shkanova    | super G (v)      | 33e       | 1.27,84 (+7,70)                    |
| Lizaveta Kuzmenka | reuzenslalom (v) | 54e       | 2.50,89 (+23,78) — 1.24,60+1.26,29 |
| Lizaveta Kuzmenka | slalom (v)       | DNF       | 59,97+DNF                          |

### Biatlon
| Olympiër                                                                  | Discipline                | Resultaat | Prestatie |
| ------------------------------------------------------------------------- | ------------------------- | --------- | --- |
| Jevgeni Abramenko                                                         | 10 km sprint (m)          | 49e       | 26.57,8 (+2.50,0) pen.: 0 (0 + 0)                                                                             |
| Jevgeni Abramenko                                                         | 12,5 km achtervolging (m) | 40e       | 36.56,0 (+3.17,6) pen.: 1 (0 + 0 + 1 + 0)                                                                     |
| Jevgeni Abramenko                                                         | 20 km individueel (m)     | 58e       | 54.24,8 (+6.02,3) pen.: 2 (0 + 1 + 0 + 1)                                                                     |
| Sergej Novikov                                                            | 10 km sprint (m)          | 40e       | 26.37,4 (+2.29,6) pen.: 1 (1 + 0)                                                                             |
| Sergej Novikov                                                            | 12,5 km achtervolging (m) | 21e       | 35.35,2 (+1.56,8) pen.: 2 (0 + 0 + 1 + 1)                                                                     |
| Sergej Novikov                                                            | 20 km individueel (m)     | Zilver    | 48.32,0 (+0.09,5) pen.: 0 (0 + 0 + 0 + 0)                                                                     |
| Sergej Novikov                                                            | 15 km massastart (m)      | 20e       | 36.59,3 (+1.23,6) pen.: 3 (0 + 0 + 1 + 2)                                                                     |
| Aleksandr Syman                                                           | 10 km sprint (m)          | 20e       | 25.53,5 (+1.45,7) pen.: 0 (0 + 0)                                                                             |
| Aleksandr Syman                                                           | 12,5 km achtervolging (m) | 31e       | 36.13,9 (+2.35,5) pen.: 2 (0 + 0 + 1 + 1)                                                                     |
| Aleksandr Syman                                                           | 20 km individueel (m)     | 41e       | 53.16,2 (+4.53,7) pen.: 3 (2 + 0 + 1 + 0)                                                                     |
| Roestam Valjoellin                                                        | 10 km sprint (m)          | 43e       | 26.43,7 (+2.35,9) pen.: 2 (1 + 1)                                                                             |
| Roestam Valjoellin                                                        | 12,5 km achtervolging (m) | 42e       | 37.05,5 (+3.27,1) pen.: 5 (1 + 0 + 2 + 2)                                                                     |
| Roestam Valjoellin                                                        | 20 km individueel (m)     | 48e       | 53.32,3 (+5.09,8) pen.: 4 (1 + 1 + 0 + 2)                                                                     |
| Jevgeni Abramenko Aleksandr Syman Roestam Valjoellin Sergej Novikov       | 4×7,5 km estafette (m)    | 11e       | 1:25.47,4 (+4.09,3) pen.: 1 (0+3 1+5) 21.59,3 (0+1 0+1) 21.05,0 (0+1 0+1) 21.36,4 (0+0 1+3) 21.06,7 (0+1 0+0) |
|                                                                           |                           |           | |
| Darja Domratsjeva                                                         | 7,5 km sprint (v)         | 8e        | 20.27,4 (+0.31,8) pen.: 0 (0 + 0)                                                                             |
| Darja Domratsjeva                                                         | 10 km achtervolging (v)   | 15e       | 31.57,2 (+1.41,2) pen.: 4 (0 + 2 + 0 + 2)                                                                     |
| Darja Domratsjeva                                                         | 15 km individueel (v)     | Brons     | 41.21,0 (+0.28,2) pen.: 1 (0 + 1 + 0 + 0)                                                                     |
| Darja Domratsjeva                                                         | 12,5 km massastart (v)    | 6e        | 35.53,2 (+0.33,6) pen.: 1 (0 + 0 + 1 + 0)                                                                     |
| Ljoedmila Kalintsjik                                                      | 7,5 km sprint (v)         | 17e       | 20.46,1 (+0.50,5) pen.: 0 (0 + 0)                                                                             |
| Ljoedmila Kalintsjik                                                      | 10 km achtervolging (v)   | 13e       | 31.48,2 (+1.32,2) pen.: 2 (0 + 0 + 1 + 1)                                                                     |
| Ljoedmila Kalintsjik                                                      | 15 km individueel (v)     | 9e        | 42.39,1 (+1.46,3) pen.: 1 (0 + 1 + 0 + 0)                                                                     |
| Ljoedmila Kalintsjik                                                      | 12,5 km massastart (v)    | 17e       | 36.55,2 (+1.35,6) pen.: 1 (0 + 0 + 0 + 1)                                                                     |
| Olga Nazarova                                                             | 7,5 km sprint (v)         | 74e       | 23.11,7 (+3.16,1) pen.: 3 (0 + 3)                                                                             |
| Olga Koedrasjova                                                          | 15 km individueel (v)     | 16e       | 43.11,3 (+2.18,5) pen.: 0 (0 + 0 + 0 + 0)                                                                     |
| Nadezjda Skardino                                                         | 7,5 km sprint (v)         | 28e       | 21.17,6 (+1.22,0) pen.: 0 (0 + 0)                                                                             |
| Nadezjda Skardino                                                         | 10 km achtervolging (v)   | 26e       | 33.11,0 (+2.55,0) pen.: 2 (0 + 0 + 1 + 1)                                                                     |
| Nadezjda Skardino                                                         | 15 km individueel (v)     | 28e       | 44.09,4 (+3.16,6) pen.: 1 (0 + 0 + 1 + 0)                                                                     |
| Nadezjda Skardino                                                         | 12,5 km massastart (v)    | 22e       | 37.38,1 (+2.18,5) pen.: 1 (0 + 0 + 0 + 1)                                                                     |
| Ljoedmila Kalintsjik Darja Domratsjeva Olga Koedrasjova Nadezjda Skardino | 4×6 km estafette (v)      | 7e        | 1:11.34,0 (+1.57,7) pen.:0 (0+1 0+2) 17.40,0 (0+1 0+1) 17.28,7 (0+0 0+1) 18.27,4 (0+0 0+0) 17.57,9 (0+0 0+0)  |

### Freestylskiën
| Olympiër         | Discipline  | Resultaat | Prestatie                                                                     |
| ---------------- | ----------- | --------- | ----------------------------------------------------------------------------- |
| Dmitri Dasjinski | aerials (m) | 11e       | 215,68 ptn (86,95 + 128,73) kwalificatie: 4e - 238,33 ptn (115,93 + 122,40)   |
| Aleksej Grisjin  | aerials (m) | Goud      | 248,41 ptn (120,58 + 127,83) kwalificatie: 7e - 234,27 ptn (123,01 + 111,26)  |
| Anton Koesjnir   | aerials (m) | 15e       | kwalificatie: 15e - uitgeschakeld: 213,90 ptn (125,89 + 88,01)                |
| Timofei Slivets  | aerials (m) | 9e        | 225,58 ptn (115,84 + 109,74) kwalificatie: 12e - 221,91 ptn (110,63 + 111,28) |
|                  |             |           |                                                                               |
| Assoli Slivets   | aerials (v) | 4e        | 198,69 ptn (102,79 + 95,90) kwalificatie: 7e - 169,39 ptn (84,17 + 85,22)     |
| Alla Tsuper      | aerials (v) | 8e        | 181,84 ptn (86,64 + 95,20) kwalificatie: 1e - 195,76 ptn (105,64 + 90,12)     |

### Langlaufen
| Olympiër                                                                                 | Discipline              | Resultaat | Prestatie                                         |
| ---------------------------------------------------------------------------------------- | ----------------------- | --------- | ------------------------------------------------- |
| Sergei Dolidovich                                                                        | 15 km vrije stijl (m)   | 35e       | 35.29,4 (+1.53,1)                                 |
| Sergei Dolidovich                                                                        | 30 km achtervolging (m) | dnf       | niet gefinisht                                    |
| Sergei Dolidovich                                                                        | 50 km klassiek (m)      | 25e       | 2:07.47,6 (+2.12,1)                               |
| Aliaksei Ivanou                                                                          | 15 km vrije stijl (m)   | 60e       | 36.48,2 (+3.11,9)                                 |
| Aliaksei Ivanou                                                                          | 30 km achtervolging (m) | 48e       | 1:23.37,7 (+8.26,3)                               |
| Aliaksei Ivanou                                                                          | 50 km klassiek (m)      | 45e       | 2:17.59,2 (+12.23,7)                              |
| Leanid Karneyenka                                                                        | sprint (m)              | kw.       | kwalificatie: 3.49,12 (+14,55) 51e                |
| Leanid Karneyenka                                                                        | 15 km vrije stijl (m)   | 63e       | 37.29,2 (+3.52,9)                                 |
| Sergei Dolidovich Leanid Karneyenka                                                      | teamsprint (m)          | dnf       | halve finale-2: niet gefinisht                    |
|                                                                                          |                         |           |                                                   |
| Nastassia Dubarezava                                                                     | sprint (v)              | kw.       | kwalificatie: 3.56,87 (+18,82) 42e                |
| Nastassia Dubarezava                                                                     | 15 km achtervolging (v) | 54e       | 45.27,9 (+5.29,8)                                 |
| Nastassia Dubarezava                                                                     | 30 km klassiek (v)      | 45e       | 1:42.28,1 (+11.54,4)                              |
| Ekaterina Rudakova                                                                       | 10 km vrije stijl (v)   | 59e       | 28.16,1 (+3.17,7)                                 |
| Ekaterina Rudakova                                                                       | 15 km achtervolging (v) | 50e       | 44.50,5 (+4.52,4)                                 |
| Alena Sannikova                                                                          | 10 km vrije stijl (v)   | 44e       | 27.21,3 (+2.22,9)                                 |
| Alena Sannikova                                                                          | 15 km achtervolging (v) | 39e       | 43.33,7 (+3.35,6)                                 |
| Alena Sannikova                                                                          | 30 km klassiek (v)      | 39e       | 1:38.31,3 (+7.57,6)                               |
| Olga Vasiljonok                                                                          | sprint (v)              | kw.       | kwalificatie: 4.01,73 (+23,68) 46e                |
| Olga Vasiljonok                                                                          | 10 km vrije stijl (v)   | 56e       | 28.06,2 (+3.07,8)                                 |
| Ekaterina Rudakova Olga Vasiljonok                                                       | teamsprint (v)          | HF        | halve finale-2: 19.52,3 (7e)                      |
| Team Wit-Rusland Nastassia Dubarezava Alena Sannikova Olga Vasiljonok Ekaterina Rudakova | 4x 5 km (v)             | 11e       | 58.28,4 (+3.08,9) 15.36,5 15.29,2 13.22,1 14.00,6 |

### IJshockey
| Olympiër | Discipline | Resultaat          | Prestatie                                                                                 |
| --- | ---------- | ------------------ | ----------------------------------------------------------------------------------------- |
| Oleg Antonenko Sergei Demagin Vladimir Denisov Alexei Kalyuzhny Andrei Karev Sergei Kolosov Konstantin Koltsov Sergei Kostitsyn Viktor Kostiuchenok Vitali Koval Aleksandr Kulakov Aleksandr Makritsky Maxim Malyutin Dmitri Meleshko Andrei Mezin Andrei Mikhalev Aleksandr Ryadinsky Ruslan Salei Andrei Stas Nikolai Stasenko Alexei Ugarov Sergei Zadelenov Konstantin Zakharov | mannen     | kwalificatie ronde | Groep C: 1- 5 Finland 2- 4 Zweden 5- 3 Duitsland Kwalificatieronde: 2- 3 (np) Zwitserland |

### Schaatsen
| Olympiër            | Discipline | Resultaat | Prestatie                 |
| ------------------- | ---------- | --------- | ------------------------- |
| Svetlana Radkevitsj | 500 m (v)  | 33e       | 79,753 (39,899 + 39,854 ) |

Albanië · Algerije · Andorra · Argentinië · Armenië · Australië · Azerbeidzjan · België · Bermuda · Bosnië en Herzegovina · Brazilië · Bulgarije · Canada · Chili · China · Chinees Taipei · Colombia · Cyprus · Denemarken · Duitsland · Estland · Ethiopië · Finland · Frankrijk · Georgië · Ghana · Griekenland · Groot-Brittannië · Hongarije · Hongkong · Ierland · IJsland · India · Iran · Israël · Italië · Jamaica · Japan · Kaaimaneilanden · Kazachstan · Kirgizië · Kroatië · Letland · Libanon · Liechtenstein · Litouwen · Macedonië · Marokko · Mexico · Moldavië · Monaco · Mongolië · Montenegro · Nederland · Nepal · Nieuw-Zeeland · Noord-Korea · Noorwegen · Oekraïne · Oezbekistan · Oostenrijk · Pakistan · Peru · Polen · Portugal · Roemenië · Rusland · San Marino · Senegal · Servië · Slovenië · Slowakije · Spanje · Tadzjikistan · Tsjechië · Turkije · Verenigde Staten · Wit-Rusland · Zuid-Afrika · Zuid-Korea · Zweden · Zwitserland